# نیژنه‌لاچنتاو
نیژنه‌لاچنتاو (انگلیسی: Nizhnelachentau) یک شهرک در شهرستان بیرسکی باشقیرستان کشور روسیه است.